# Szabályos számok

A szabályos számok oszthatósági kapcsolatait bemutató Hasse-diagram (400-ig). A függőleges tengely logaritmikus.

A szabályos számok vagy reguláris számok (regular numbers) azok a számok, melyek maradék nélkül osztják 60, illetve ezzel ekvivalensen 30 hatványait. Például 602 = 3600 = 48 × 75, ezért 48 és 75 is osztója egy 60-hatványnak. Ezért mindkettő szabályos szám. Ezzel ekvivalens állítás, hogy a szabályos számok azok a számok, melyek egyedüli prímosztói a 2, 3 és/vagy 5.
A 60 hatványait maradék nélkül osztó számok sok helyen játszanak szerepet a matematikában, tudományterületenként más-más néven.
- A számelmélet területén ezeket a számokat 5-simának nevezik, mivel csak 2, 3 vagy 5 szerepel prímtényezőik között. Ez az általánosabb k-sima számok egy specifikus esete (olyan számok, melyek nem rendelkeznek k-nál nagyobb prímtényezővel).
- A babiloni matematikában ezeket a számokat szabályos számoknak vagy szabályos szexagezimális számoknak hívták, és fontos szerepük volt a babiloniak által használt hatvanas számrendszer miatt.
- A zeneelméletben a szabályos számok a tiszta hangolás frekvenciaarányaiban játszanak szerepet.
- A számítástudományban a szabályos számokat gyakran Hamming-számoknak nevezik Richard Hamming után, aki a reguláris számok sorrendben történő előállítására keresett algoritmusokat.

## Számelmélet
Formálisan, egy szabályos szám olyan szám, mely felírható 2i·3j·5k alakban, ahol i, j és k természetes számok. Az ilyen számok {\displaystyle \scriptstyle 60^{\max(\lceil i\,/2\rceil ,j,k)}{}} osztói. A szabályos számokat nevezik 5-sima számoknak is, mivel legnagyobb prímtényezőjük legfeljebb 5 lehet.
Az első néhány szabályos szám:
1, 2, 3, 4, 5, 6, 8, 9, 10, 12, 15, 16, 18, 20, 24, 25, 27, 30, 32, 36, 40, 45, 48, 50, 54, 60, ... (A051037 sorozat az OEIS-ben).
Az OEIS-ben lévő számos sorozatnak van köze az 5-sima számokhoz.
Bár a szabályos számok sűrűnek látszanak 1–60 között, a nagyobb számok között elég ritkák. Egy n = 2i·3j·5k szabályos szám akkor és csak akkor nem nagyobb N-nél, ha az (i,j,k) pont eleme a tetraédernek, amit a koordinátasíkok mellett a
{\displaystyle (\ln 2)i+(\ln 3)j+(\ln 5)k\leq \ln N}
sík határol, ami jobban érthető, ha vesszük a 2i·3j·5k ≤ N egyenlőtlenség mindkét oldalának logaritmusát.
Ezért az N-nél nem nagyobb szabályos számok mennyisége jól becsülhető az említett tetraéder térfogatával, ami
{\displaystyle {\frac {\log _{2}N\,\log _{3}N\,\log _{5}N}{6}}.}
Még pontosabban, az O jelölést használva, az N-nél nem nagyobb szabályos számok mennyisége
{\displaystyle {\frac {\left(\ln(N{\sqrt {30}})\right)^{3}}{6\ln 2\ln 3\ln 5}}+O(\log N),}
és egy sejtés szerint a közelítés hibatagja éppen {\displaystyle O(\log \log N)}.
Hasonló képletet adott meg a 3-sima számok mennyiségére Rámánudzsan G. H. Hardy-hoz írt első levelében.

## Babiloni matematika
A babiloni hatvanas számrendszerben a szabályos számok reciprokai véges alakba írhatók, ezért könnyű osztani velük. Specifikusan, ha n osztója 60k-nak, akkor az 1/n 60-as számrendszerbeli alakja 60k/n, néhány helyi értékkel elcsúsztatva.
Tegyük fel például, hogy a szabályos 54 = 2133-gyel kívánunk osztani. az 54 osztója 603-nek, továbbá 603/54 = 4000, ezért a 60-as számrendszerbeli 54-gyel való osztás elvégezhető 4000-rel való szorzással és három helyi érték csúsztatással. 400060= 1×3600 + 6×60 + 40×1 vagy (ahogy Joyce írja) 1:6:40. Ezért 1/54 hatvanas számrendszerben 1/60 + 6/602 + 40/603, amit 1:6:40-nel is jelölnek, mivel a hagyományos babiloni lejegyzés nem határozta meg a kezdő számjegy hatványát. Megfordítva, 1/4000 = 54/603, tehát az 1:6:40 = 4000-rel történő osztás megvalósítható 54-gyel való szorzással és három helyi értékkel való csúsztatással.
A babiloniak táblázatokban gyűjtötték a szabályos számok reciprokait, ezen táblák némelyike máig fennmaradt (Sachs, 1947). A táblázatok tartalma nem sokat változott a babiloni idők óta.
Bár a szabályos számok előnyben részesítésének fő oka reciprokaik véges hosszúságú kifejezése, a babiloniak a reciprokképzésen kívül is felhasználták a szabályos számokat. Például szabályos számok négyzeteit tartalmazó táblákat találtak, és egy törött ékírásos agyagtábla, a Plimpton 322 Neugebauer értelmezése szerint {\displaystyle (p^{2}-q^{2},\,2pq,\,p^{2}+q^{2})} pitagoraszi számhármasokat sorolt, ahol p és q 60-nál kisebb szabályos számok.

## Zeneelmélet
A zeneelméletben a tiszta hangolású diatonikus hangsor is összefüggésbe hozható a szabályos számokkal: ennek a skálának egy oktávjában lévő hangmagasságok frekvenciái a csaknem egymást követő szabályos számok sorozatával, a 24, 27, 30, 32, 36, 40, 45, 48 számokkal arányosak. Ezért egy ilyen hangolású hangszer hangmagasságai mind szabályos számú harmonikusai egyetlen alapfrekvenciának.

## Algoritmusok
A szabályos számok emelkedő sorrendbeli generálásának algoritmusait Edsger Dijkstra hozta be a köztudatba. Dijkstra (1976, 1981) Hamming-nek tulajdonítja az 5-sima számok végtelen növekvő sorozatának megkonstruálását; ez ma Hamming-probléma néven ismert, és az így képezett számok a Hamming-számok. Dijkstra így gondolta el a számok kiszámítását:
- A Hamming-számok sorozata 1-gyel kezdődik.
- A sorozat többi eleme 2h, 3h vagy 5h alakú, ahol h bármely Hamming-számot jelöli.
- Ezért a H sorozat generálható úgy, hogy kiírjuk az 1-et, majd összefésüljük a 2H, 3H és 5H sorozatot.

A fenti algoritmust gyakran idézik a lusta kiértékelésű funkcionális programnyelvek erejének demonstrálására, mivel a fentiekből könnyen következnek az (implicit) konkurens hatékony megvalósítások, kiszámolt értékenként konstans számú aritmetikai művelettel. Hasonlóan hatékony szigorúan funkcionális vagy imperatív szekvenciális megvalósítások szintén lehetségesek, míg expliciten konkurens generatív megoldások létrehozása valószínűleg nem triviális.
A Python programozási nyelvben a szabályos számokat generáló lusta funkcionális kód a nyelv implementációjának korrektségét tesztelő beépített tesztek egyike.
Az előzővel összefüggő probléma, amit (Knuth 1972) tárgyal, az összes hatvanas számrendszerbeli k-jegyű szabályos szám sorrendben történő listázása, ahogy azt (k = 6-ra) Inakibit-Anu tette, a Szeleukida Birodalom korából származó AO6456 táblán. Algoritmikus értelemben ez megegyezik a szabályos számok végtelen sorozatából a 60k és 60k + 1 közötti részsorozat előállításával.
(Gingerich 1965) adta az egyik korai megoldást a számok nem sorrendi előállítására, majd sorba rendezésére. Knuth leír egy ad hoc algoritmust, amit (Bruins 1970)-nak tulajdonít, a hatjegyű számok gyorsabb előállítására, de a megoldás nem könnyen általánosítható nagyobb k értékekre. (Eppstein 2007) ír le végül egy algoritmust, ami lineáris időben állítha elő az ilyen jellegű táblázatokat tetszőleges k-ra.